# Ida Alstad
Ida Alstad, född 13 juni 1985 i Trondheim, är en norsk handbollsspelare. Hon är högerhänt och spelar som niometersspelare i anfall. 2009–2016 spelade hon 143 landskamer för Norges landslag och gjorde 310 landslagsmål. Hon var bland annat med och vann guld vid OS 2012 i London. Hon är också dubbel världsmästare 2011 och 2015 med Norge.

## Klubbkarriär
Uppväxt i Trondheim var det naturligt att spela för stadens ledande klubb Byåsen. Ida Alstad spelade för klubben till 2013 innan hon blev utlandsproffs i två säsonger i Danmark. Under den danska spelartiden skadade hon hälsenan (ruptu) och kom inte åter till handbollen förrän i slutet av 2015. 2015 återvände hon till Norge och Byåsen. 2016 var hon utlånad till ungerska Györi ETO KC som hade skadeproblem. 2019 i december skadade hon höger bens korsband.

## Landslagskarriär
Landslagskarriären inleddes i juniorlandslaget med  5 matcher och 8 gjorda mål. I ungdomslandslaget spelade Ida Alstad 3 landskamper och gjorde 7 mål. Statistiken säger att genombrottet i landslaget kom i senioråldern. I seniorlandslaget har Alstad spelat 143 landskamper och stått för 310 mål. Hon debuterade 23 september 2009 mot Ungern och har sedan varit ordinarie i norska landslaget 2009-2016. Hennes större meriter framgår av meriterna nedan. 2015 spelade ida Alstad bara 2 matcher i VM 2015 men blev världsmästare. 2016 i OS i Rio spelade Ida Alstad sin sista turnering i norska landslaget och tog en bronsmedalj med sig hem.